# Ndiss Kaba Badji
Ndiss Kaba Badji (Yeumbeul, 21 settembre 1983) è un ex lunghista e triplista senegalese.

## Biografia
Nato in un villaggio non lontano da Dakar, Badji ha esordito nelle competizioni internazionali giovanili nel 2001 vincendo una medaglia d'argento alle Mauritius. Nel corso della sua carriera a livello internazionale, oltre ai successi riportati in campo continentale, ha preso parte a tre edizioni consecutive dei Giochi olimpici, arrivando quinto a Pechino 2008, e a numerose edizioni dei Mondiali raggiungendo la finale nel 2007 ad Osaka.
Nel 2005 è risultato positivo all'androstenedione, primo caso conclamato del Senegal, e sospeso per due anni dall'attività agonistica, oltre che espropriato dalle medaglie vinte ai Giochi della solidarietà islamica in Arabia Saudita.

## Record nazionali
- Salto triplo: 17,07 m ( Addis Abeba, 3 maggio 2008)

## Palmarès
| Anno | Manifestazione                     | Sede        | Evento         | Risultato | Prestazione | Note             |
| ---- | ---------------------------------- | ----------- | -------------- | --------- | ----------- | ---------------- |
| 2001 | Campionati africani U20            | Moka        | Salto triplo   | Argento   | 15,09 m     |                  |
| 2002 | Mondiali U20                       | Kingston    | Salto in lungo | 15º (q)   | 7,37 m      |                  |
| 2002 | Mondiali U20                       | Kingston    | Salto triplo   | 9º        | 15,29 m     |                  |
| 2002 | Campionati africani                | Tunisi      | Salto in lungo | 5º        | 7,90 m      |                  |
| 2003 | Universiadi                        | Taegu       | Salto in lungo | 5º        | 7,83 m      |                  |
| 2003 | Giochi panafricani                 | Abuja       | Salto in lungo | Argento   | 7,92 m      |                  |
| 2003 | Giochi panafricani                 | Abuja       | Salto triplo   | 4º        | 16,18 m     |                  |
| 2003 | Giochi afro-asiatici               | Hyderabad   | Salto in lungo | Argento   | 7,86 m      |                  |
| 2003 | Giochi afro-asiatici               | Hyderabad   | Salto triplo   | 5º        | 15,61 m     |                  |
| 2004 | Mondiali indoor                    | Budapest    | Salto in lungo | 22º (q)   | 7,54 m      |                  |
| 2004 | Campionati africani                | Brazzaville | Salto in lungo | Argento   | 7,86 m      |                  |
| 2004 | Giochi olimpici                    | Atene       | Salto in lungo | 27º (q)   | 7,74 m      |                  |
| 2005 | Giochi della solidarietà islamica  | La Mecca    | Salto in lungo | dq        | dq          |                  |
| 2005 | Giochi della solidarietà islamica  | La Mecca    | Salto triplo   | dq        | dq          |                  |
| 2005 | Campionati dell'Africa occidentale | Dakar       | Salto in lungo | dq        | dq          |                  |
| 2005 | Campionati dell'Africa occidentale | Dakar       | Salto triplo   | dq        | dq          |                  |
| 2007 | Giochi panafricani                 | Algeri      | Salto in lungo | 5º        | 7,84 m      |                  |
| 2007 | Giochi panafricani                 | Algeri      | Salto triplo   | Oro       | 16.80 m     |                  |
| 2007 | Mondiali                           | Osaka       | Salto in lungo | 7º        | 8,01 m      |                  |
| 2008 | Campionati africani                | Addis Abeba | Salto triplo   | Oro       | 17,07 m     | Record nazionale |
| 2008 | Giochi olimpici                    | Pechino     | Salto in lungo | 5º        | 8,16 m      |                  |
| 2008 | Giochi olimpici                    | Pechino     | Salto triplo   | nm (q)    | nm (q)      |                  |
| 2009 | Universiadi                        | Belgrado    | Salto in lungo | Argento   | 8,19 m      |                  |
| 2009 | Mondiali                           | Berlino     | Salto in lungo | 18º (q)   | 7,98 m      |                  |
| 2009 | Giochi della Francofonia           | Beirut      | Salto in lungo | Argento   | 8,32 m      |                  |
| 2010 | Mondiali indoor                    | Doha        | Salto in lungo | 6º        | 7,86 m      |                  |
| 2010 | Campionati africani                | Nairobi     | Salto in lungo | Argento   | 8,10 m      |                  |
| 2011 | Giochi panafricani                 | Maputo      | Salto in lungo | Bronzo    | 7,83 m      |                  |
| 2012 | Mondiali indoor                    | Istanbul    | Salto in lungo | 5º        | 7,97 m      |                  |
| 2012 | Giochi olimpici                    | Londra      | Salto in lungo | 24º (q)   | 7,66 m      |                  |
| 2012 | Campionati africani                | Porto-Novo  | Salto in lungo | Oro       | 8,04 m      |                  |
| 2013 | Mondiali                           | Mosca       | Salto in lungo | 22º (q)   | 7,62 m      |                  |
| 2013 | Giochi della Francofonia           | Nizza       | Salto in lungo | 7º        | 7,58 m      |                  |
| 2014 | Campionati africani                | Marrakech   | Salto in lungo | 8º        | 7,61 m      |                  |
| 2015 | Giochi panafricani                 | Brazzaville | Salto in lungo | Oro       | 7,74 m      |                  |